# Steve Huffman
Steve Huffman (nascido em 12 de Novembro de 1983) é um programador estadunidense co-fundador e atual CEO do site Reddit.com.

## Carreira
Após se graduar da Universidade de Virgínia, onde se formou em Ciências da Computação, Steve Huffman e Alexis Ohanian, um ex-colega da universidade, se juntaram para criar o site Reddit.com, que recebeu investimentos da incubadora Y Combinator. O site foi vendido em 2006 para a empresa Condé Nast.
Em 2010, Huffman outro parceiro, Adam Goldstein, se unem para criar o serviço de pesquisa de viagens Hipmunk.
Após a resignação de Ellen Pao em 2015, Steve Huffman volta como CEO do Reddit.